# Bryonorrisia
Bryonorrisia là một chi rêu trong họ Leskeaceae.